# 2 Aurigae
Désignations
2 Aurigae (en abrégé 2 Aur) est une possible étoile binaire de la constellation boréale du Cocher. Elle est visible à l'œil nu avec une magnitude apparente de 4,79. D'après la mesure de sa parallaxe annuelle par le satellite Gaia, le système est distant d'environ 189 pc (∼616 al) de la Terre. Il s'en rapproche à une vitesse radiale héliocentrique de −17,2 km/s.
La composante visible du système de 2 Aurigae est une étoile géante rouge de type spectral K3- III Ba0,4. La notation de son suffixe indique qu'elle est une étoile à baryum légère, dont l'atmosphère est enrichie en éléments issus du processus s. Cette surabondance s'explique soit parce qu'elle est membre d'un système binaire, d'où elle a acquis ces éléments par ce qui est (désormais) un compagnon de type naine blanche, soit parce qu'elle est sur la branche asymptotique des géantes et qu'elle génère ces éléments par elle-même. L'étoile est âgée de 1,80 milliard d'années et sa masse est 2,86 fois supérieure à celle du Soleil. Son rayon est 48 fois plus grand que le rayon solaire, elle est 599 fois plus lumineuse que le Soleil et sa température de surface est de 4 115 K.